# Radio Mont-Blanc (Italie)
Ne doit pas être confondu avec Radio Mont-Blanc, radio française émettant depuis 1985 en Savoie et Haute-Savoie.
Radio Mont Blanc est une ancienne station de radio italienne installée en Vallée d'Aoste, ayant existé de 1980 à 1985. Dans le contexte du mouvement des radios libres, elle ambitionne de couvrir la région française Rhône-Alpes et la Suisse romande grâce à un émetteur situé en altitude dans le massif du Mont-Blanc. Elle doit cependant cesser ses émissions après quelques années à la suite d'un brouillage persistant des autorités françaises.

## Historique
À partir de 1976, Radio Monte Bianco, exploitée par la société Radio Aosta 102, était la radio du gouvernement de la région autonome Vallée d'Aoste. Dirigée par Mario Stévenin, elle diffuse des programmes en italien et en français en Vallée d'Aoste.
En 1978, Gérard Stuffel, un producteur de spectacles à Paris, entre au capital de la station et décide d'en étendre la diffusion sur les deux versants des Alpes. Pour ce faire, un émetteur de 500 watts est installé sur l'aiguille de Tré-la-Tête qui culmine à 3 930 mètres. En raison de l'altitude, il est alimenté en kérosène, un carburant qui ne gèle pas.
Parmi les promoteurs du projet on compte, :
- Sonor SA, éditeur du journal La Suisse, principal actionnaire,
- Le Messager, journal de Thonon-les-Bains en France, actionnaire,
- Gérard Stuffel, actionnaire,
- Mario Stévenin, industriel valdôtain, actionnaire,
- l'administrateur de la société française Badin-Defforey, liée au groupe Carrefour, actionnaire,
- le gouvernement valdôtain, qui participe au financement de la station.

En plus du studio principal à Aoste, un second studio est inauguré à Genève fin octobre 1981, avec trois journalistes et une dizaine d'animateurs. En tout, la station station emploie quarante personnes. Roland Dhordain devient le directeur d'antenne,.
Début novembre 1981, les émissions régulières sur 102 MHz (102,1 MHz et 102,3 MHz) commencent et peuvent être captées en Suisse romande, et en France, principalement en région Rhône-Alpes mais aussi dans une partie de la Bourgogne, notamment à Dijon. La programmation est centrée sur la musique et les actualités (trois bulletins d'information quotidiens, un flash chaque heure).
La station tente de contourner le monopole d'état en France sur la radio-télévision. En effet, elle dispose d'une autorisation d'émission en Italie et considère que la couverture du territoire français est un « débordement » — même s'il est délibéré. Le ministre de la culture et de la communication du gouvernement Raymond Barre, Jean-Philippe Lecat, déclare dès le 20 janvier 1981 au sujet de Radio Mont Blanc et Radio-K : « le gouvernement ne tolérera pas l'anarchie venue de l'extérieur ». Il attend de l'Italie une consultation de la France au sujet des débordements.
Malgré le changement de majorité en mai 1981, la diffusion de Radio Mont Blanc fait l'objet d'un brouillage de la part des autorités françaises dès 1981, par l'intermédiaire de puissants émetteurs installés à l'Aiguille du Midi et sur la colline de Fourvière à Lyon. Finalement à l'été 1985, Radio Mont Blanc arrête ses émissions, mais continue de diffuser les programmes italiens de Radio Monte Bianco en décrochant lors des publicités. Après une année environ, les émissions sont totalement interrompues. L'émetteur de Tré-la-Tête est démonté en 2002.

## Personnalités de la station

### Animateurs
- Michel Colin
- Marie W Brian
- Gianni Belfiore
- Roy Bill
- Fabrice Deaurelle
- Christophe Barremaecker
- Paola
- Catherine Costa (devenue l'épouse d'Henri Salvador)
- Isabelle Dhordain
- Pierre Andrieu

### Journalistes
- Jean Wegner
- Rachid Arhab

### Autres
- Arlette Tabart (programmation musicale)
- Chantal Sadorge (réalisatrice publicitaire et Directrice de l'antenne)
- Patrick Juvet (habillage de l'antenne)